# Humphrey Nyone
Humphrey Nyone ist ein Offizier der Streitkräfte Sambias ZDF (Zambian Defence Force) und zurzeit als Generalmajor Kommandeur der Streitkräfte der Multidimensionalen Integrierten Stabilisierungsmission der Vereinten Nationen in der Zentralafrikanischen Republik MINUSCA (United Nations Multidimensional Integrated Stabilization Mission in the Central African Republic).

## Leben
Humphrey Nyone absolvierte eine Offiziersausbildung an der Verteidigungshochschule (National Defence College) und trat 1994 in das Heer der Streitkräfte Sambias ZDF (Zambian Defence Force). Nach verschiedenen Verwendungen besuchte er das Command and General Staff College der US Army in Fort Leavenworth, das er mit einem Diplom abschloss, und war zwischen 2001 und 2002 Chef für Operationen des Ersten Sambischen Bataillons der Mission der Vereinten Nationen in Sierra Leone UNAMSIL (United Nations Mission in Sierra Leone). Er war zwischen 2006 und 2007 Leitender Offizier für Entwaffnung, Demobilisierung, Rückführung, Reintegration und Neuansiedlung älterer Menschen der Mission der Vereinten Nationen in der Demokratischen Republik Kongo MONUC (United Nations Mission in the Democratic Republic of Congo) und absolvierte postgraduale Studien der Betriebswirtschaftslehre sowie der Fächer Verteidigungs- und Sicherheitspolitik an der Universität von Sambia (UNZA) in Lusaka, die er mit einem Master of Business Administration (MBA) sowie einem Master in Defence and Security Studies beendete.
Nach zahlreichen weiteren Verwendungen war Nyone zwischen 2018 und 2020 Generaldirektor für Politik, Doktrin und Strategie des Heeres sowie im Anschluss von 2020 bis 2022 Kommandeur der Ersten Infanteriedivision (First Infantry Division). Danach war er von 2002 bis 2023 Kommandant der Kommando- und Stabsakademie der Verteidigungskräfte (Defence Services Command and Staff College of Zambia) und begann ein Promotionsstudium zum Erwerb eines Doktors der Philosophie (Ph.D.) für Friedens- und Konfliktstudien an der Universität von Sambia.
Am 15. Mai 2023 wurde Generalmajor Humphrey Nyone von UN-Generalsekretär António Guterres zum Kommandeur der Streitkräfte der Multidimensionalen Integrierten Stabilisierungsmission der Vereinten Nationen in der Zentralafrikanischen Republik MINUSCA (United Nations Multidimensional Integrated Stabilization Mission in the Central African Republic) ernannt und trat damit die Nachfolge von Generalleutnant Daniel Sidiki Traoré aus Burkina Faso an, dessen dortige Dienstzeit im Januar 2023 endete. Neben Englisch verfügt er zudem über Kenntnisse in Französisch und Portugiesisch.

## Weblink
- Major General Humphrey Nyone of Zambia – Force Commander of the United Nations Multidimensional Integrated Stabilization Mission in the Central African Republic (MINUSCA). In: Pressemitteilung der Vereinten Nationen. 15. Mai 2023, abgerufen am 24. August 2023 (englisch).

| Personendaten    | Personendaten                     |
| ---------------- | --------------------------------- |
| NAME             | Nyone, Humphrey                   |
| KURZBESCHREIBUNG | sambischer Offizier, Generalmajor |
| GEBURTSDATUM     | 20. Jahrhundert                   |